# Proto-Tethys

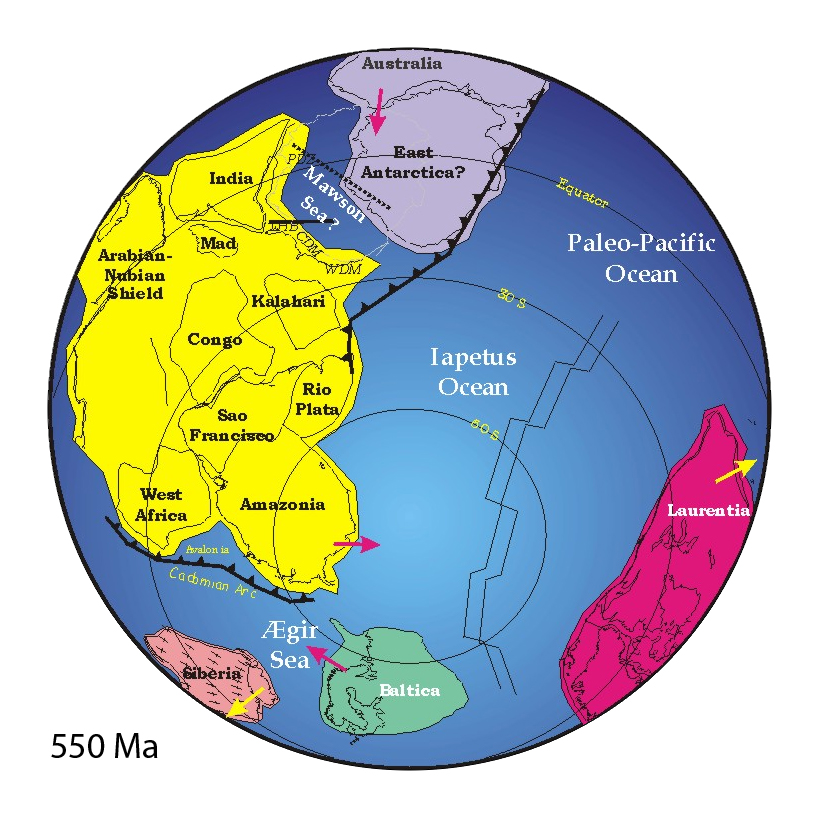
Der Anfang: Eine mögliche Situation 550 mya, beim oder kurz nach dem Zerfall Pannotias. Die Kontinente sind aus heutiger Sicht verkehrt angeordnet. Auch Proto-Laurasia hat sich bereits geteilt. Rodinia ist schon lange zerfallen.

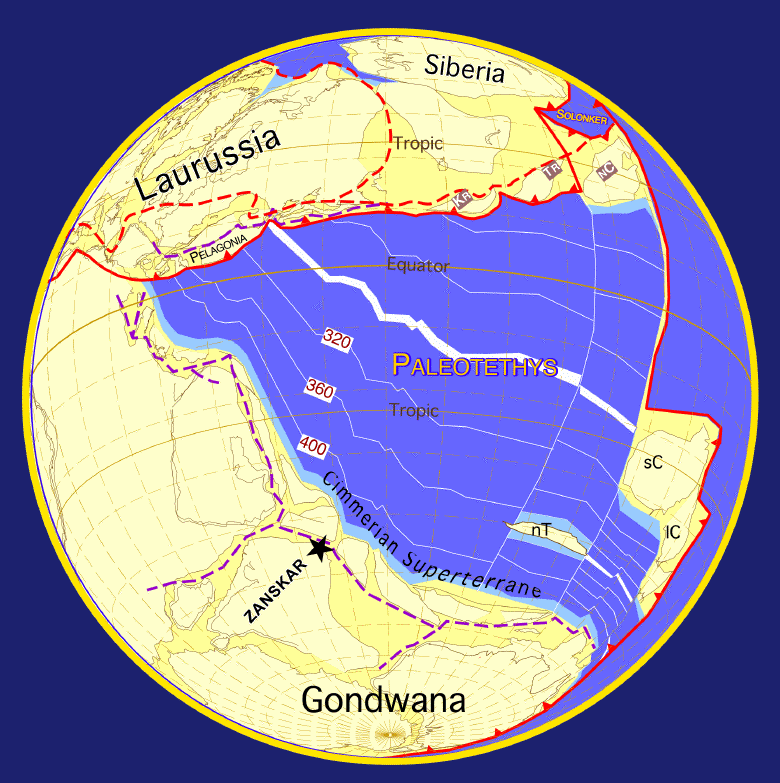
Das Ende: Die Situation nach der Schließung der Proto-Tethys. Nordchina liegt an Laurussia/Sibiria/Kasachstan an. Die Kratone Südchina, Indochina und Nord-Tibet sind Inseln am Ostrand der jungen Palaeotethys. Die Kimmerische Platte war noch mit Gondwana verbunden. ~290 mya, Perm.

Die Proto-Tethys war ein erdgeschichtlicher Ozean und bestand vom obersten Ediacarium ~ 550 mya bis zum mittleren Karbon ~ 320 mya.
Die Vorläuferin der späteren Palaeotethys formte sich, als der kurzzeitig existierende globale Superkontinent Pannotia zerbrach, das Bruchstück Proto-Laurasia von Gondwana im globalen Ozean Panthalassa wegdriftete und so diesen Meeresbereich unterscheidbar machte. Zur gleichen Zeit existierte auch der Rheische Ozean als Teilmeer zwischen Gondwana und dem nach Norden wandernden Kleinkontinent Avalonia.
Nur wenige Millionen Jahre später, noch zu Beginn des Paläozoikums, teilte sich Proto-Laurasia in seine Konstituenten und öffnete dadurch den Iapetus zwischen Laurentia und Baltica sowie den Khanty-Mansi Ozean zwischen Baltica und Sibiria.
Die Proto-Tethys wurde durch Inselbögen und den Kraton Kasachstans vom nördlichen Panthalassa abgegrenzt.
Die Proto-Tethys spreizte sich während des Kambriums und erreichte im unteren Silur ~ 440 mya ihre größte Ausdehnung.
Sibiria befand sich im Westen, Gondwana im Osten des Ozeans, während im oberen Silur Nordchina und Südchina sich von Gondwana lösten und nach Norden bewegten. Im oberen Devon kollidierte die Kontinentalscholle Kasachstan mit Sibiria und grenzte dadurch den Ozean ein. Die endgültige Schließung mit Bildung der Sutur erfolgte durch die Anlagerung Nordchinas an das nun fast vollständige Eurasien – Laurussia mit Kasachstan und Sibiria um 300 mya, im obersten Karbon, während die Palaeotethys nun durch das Wegbrechen der Cimmerischen Kratone von Gondwana entstand. Ab dieser Zeit, der Karbon–Perm-Grenze ~ 300 mya, gilt der letzte globale Superkontinent Pangaea als vollständig.